# Cymodocella ambonata
Cymodocella ambonata är en kräftdjursart som beskrevs av Bruce 1995. Cymodocella ambonata ingår i släktet Cymodocella och familjen klotkräftor. Inga underarter finns listade i Catalogue of Life.